# Dominique (singolo)
Dominique è un brano musicale in lingua francese del 1963 scritto dalla cantante e suora belga Jeanine Deckers, meglio nota come Sœur Sourire o The Singing Nun.

## Descrizione
La canzone parla di Domenico di Guzmán, presbitero di origine spagnola fondatore dell'Ordine dei frati predicatori. Essa è stata tradotta in numerose lingue, tra cui inglese, olandese, tedesco, ebraico, giapponese, coreano e portoghese.

## Tracce
- Side A

1. Dominique

- Side B

1. Entre Les Étoiles

## Classifiche
| Classifica (1963-1964) | Posizione raggiunta |
| ---------------------- | ------------------- |
| Australia              | 1                   |
| Regno Unito            | 7                   |
| Stati Uniti            | 1                   |

## In altri media
La canzone è presente nei film Dominique (The Singing Nun, 1966), Catholic Boys (Heaven Help Us, 1985), Sirene (Mermaids, 1990) e Amore con interessi (For Love or Money, 1993).
Vi è un riferimento alla canzone nell'episodio 23 della terza stagione de I Simpson (1992), dal titolo L'amico di Bart s'innamora.